# Plugor Sándor
Plugor Sándor (Kökös, 1940. március 4. – Sepsiszentgyörgy, 1999. február 20.) erdélyi magyar grafikus, festő. Róla nevezték el a sepsiszentgyörgyi Plugor Sándor Művészeti Líceumot. Miklóssy Mária férje, Plugor Magor apja.

## Élete
Szülei kökösi földművesek voltak. Hetedik osztályos, amikor Nagy Pál festőtanár tehetségkutató útra indult Háromszékre. Ő hívta a Marosvásárhelyi Művészeti Középiskolába. 1958-tól a kolozsvári Ion Andreescu Képzőművészeti Akadémia hallgatója. 
Az egyetemi évek alatt statisztált, világított a Kolozsvári Magyar Operánál, 1961-től illusztrált folyóiratoknak és könyvkiadóknak. 1964-ben Kolozsvárt feleségül vette Miklóssy Máriát. Ugyanebben az évben befejezte tanulmányait. Az első években Brassóban tanított, és az Astra című lapnál volt grafikai szerkesztő. 1970-ben családjával együtt átköltözött Sepsiszentgyörgyre, ahol váltakozva a színháznál és a múzeumnál dolgozott.

## Munkássága
Sokat utazott, járt Khívában, Szamarkandban, a Mazuri-tavaknál, Párizsban, Firenzében, Prágában, New Yorkban, Moszkvában. 
A lényeg az eredmény: széles körű tájékozódását követően festményeiben és rajzaiban mindvégig a háromszéki ember örömét, bánatát jelenítette meg. Az első kiállítása 1964-ben volt a Mátyás házban Kolozsvárt. Plugor szeretett kiállítani, ünnep volt számára, ha munkái a termekben sorjáztak. Az őszinte érdeklődők között otthonosan érezte magát. 
Sűrűn szerepelt kiállításokon, a művésztelepek kedvelt személyisége volt, eredeti humorával megnyerte művésztársait. Hazajáró művésze volt a nemzetközi hajdúböszörményi és a makói alkotótelepeknek, de örömmel dolgozott a lengyelországi Sejnyben, a fortyogói Incitato-táborban és Szalontán is.
Karcolatokat készített Petőfi Sándor, Ady Endre, József Attila, Illyés Gyula, Sütő András versei-drámái ürügyén. Díszletet és jelmezeket tervezett a Tamási Áron Színháznak. Szenvedő, lüktető kék-szürke-piros lovakat rajzolt, festett. 
Kavargó élménye Kökös. Szerette a falut; az öregeket, szüleit diákkorától haláláig őszinte együttérzéssel rajzolta. Írt és rajzolt a szerelemről, fia verseskötetét hajlékony lányaktokkal illusztrálta. Az utolsó, kilencvenes években nagyméretű biblikus, illetve önéletrajzi ihletésű tusrajzokat készített.
Rajzait, grafikáit, festményeit számos közgyűjtemény őrzi, többek között a Magyar Nemzeti Galéria, a Petőfi Irodalmi Múzeum, a Sepsiszentgyörgyi Képtár. Életművét özvegye, Miklóssy Mária gondozza.

## Főbb művei
- Öregek könyve (Szilágyi Domokossal közösen, 1976)
- Lósorozat
- Metszetek
- Tusrajzok
- Aktok
- Öregek könyve / Cartea bătrânilor; szöveg Szilágyi Domokos, graf. Plugor Sándor, románra ford. Bánfi Géza; Kriterion, Kolozsvár, 2016
- Öregek könyve; szöveg Szilágyi Domokos, graf. Plugor Sándor, előszó Plugor Magor; Helikon, Bp., 2021

## Jelentősebb kiállítások

### Fontosabb egyéni kiállítások
- 1964: Kolozsvár, Mátyás ház
- 1965: Csíkszeredai Városi Múzeum
- 1970: Megyei Múzeum, Sepsiszentgyörgy; Petőfi Sándor Művelődési Ház, Bukarest
- 1971: Szabadka
- 1972: Kis Galéria, Kolozsvár; Hajdúböszörmény
- 1974: Nemzetközi Művésztelep Hajdúböszörmény
- 1975: Amfora Képtár, Bukarest; Brassó
- 1976: Arlington, Miami, New Brunswick
- 1977: Korunk Galéria, Kolozsvár
- 1979: Böblingen
- 1982: Erdei Ferenc Művelődési Központ, Kecskemét
- 1983: Balatonfüredi Galéria, Balatonfüred; Kiskunmajsa; Városi Művelődési Központ Hajdúböszörmény
- 1984: Dortmund
- 1985: Nádasdy Vár, Sárvár; Szombathely
- 1987: Hatvan, Jászberény
- 1988: Országos Széchényi Könyvtár, Budapest
- 1989: Debrecen
- 1991: Hajdúböszörmény
- 1992: Cifra palota képtár, Kecskemét
- 1993: Fővárosi Szabó Ervin Könyvtár, Budapest
- 1995: Vármegye Galéria Budapest, Szentendre
- 1996: Pannonhalmi Bencés Apátság; Korunk Galéria Kolozsvár
- 1997: Miskolc, Bencés Apátság Tihany
- 1998: Balatonfüred, Pedagógiai Intézet Veszprém
- 1999: Tihanyi Apátság
- 2000: Sepsiszentgyörgyi Képtár
- 2001: Budapest Galéria; József Attila Múzeum, Makó
- 2002: Bánffy palota, Kolozsvár; Székely Nemzeti Múzeum, Sepsiszentgyörgy; Felezőidő – Ernst Múzeum. Budapest
- 2003: Salas del ex Convento del Carmen, Jalisco, Mexico; Székely Nemzeti Múzeum, Sepsiszentgyörgy
- 2004: Erdélyi Ház, Sopron
- 2009: Gyárfás Jenő Képtár, Sepsiszentgyörgy; Szépművészeti Múzeum, Brassó
- 2012: Quadro Galéria, Kolozsvár

### Fontosabb csoportos kiállítások
- 1964-1971 Brassó Megyei Képzőművészeti Szövetség éves és tematikus kiállításai
- 1969-1987 Bukaresti Országos Képzőművészeti Szövetségi
- 1970-1998 megyeközi kiállítások (Brassó, Hargita, Szeben, Maros, Kolozs)
- 1971-1998 A Kovászna Megyei Képzőművészeti Szövetség sepsiszentgyörgyi éves és tematikus kiállításai; a kézdivásárhelyi céhtörténeti múzeum tematikus kiállításai; Kovászna város Kőrösi Csoma tiszteletére rendezett éves tematikus kiállításai; a sepsiszentgyörgyi művészek vajdasági csoportos kiállításai Szabadkán és Zentán
- 1972-1997 A Hajdúböszörményi Hajdúsági Nemzetközi Művésztelep kiállításai
- 1979-1981 A böblingeni Kunstverein tagjainak csoportos kiállításai
- 1988-1998 A sepsiszentgyörgyi művészek csoportos kiállításai Veszprémben, Budapesten, Székesfehérváron, Kecskeméten, Kaposvár
- 1991-1998 A makói Nemzetközi Művésztelep kiállításai
- 1992-1994 Sejny Nemzetközi Művésztelep kiállításai
- 1999: Hatvanas évek. Hatvany Lajos Múzeum, Hatvan
- 2002: Bánffy palota, Kolozsvár; Székely Nemzeti Múzeum, Sepsiszentgyörgy; Felezőidő – Ernst Múzeum. Budapest
- 2005: Párizsi Magyar Intézet; Római Magyar Akadémia
- 2006: Bukaresti Magyar Kulturális Intézet
- 2013: A magyar ex libris 100 éve, Fővárosi Szabó Ervin Könyvtár, Budapest
- 2015: Sors és jelkép, Magyar Nemzeti Galéria, Budapest

## Díjak, kitüntetések
- 1971: Az év legszebb könyve díj, Lipcse
- 1974, 1996: Nívódíj, hajdúböszörményi alkotótábor
- 1983, 1990: Káplár Miklós-díj, Hajdúböszörmény
- 1991: Katona József-díj, Kecskemét
- 1994: Makó város díja